# Time Machine (banda)
Time Machine é uma banda italiana de metal progressivo formada em 1992 pelo baixista Lorenzo Dehò e pelo seu amigo de longa data, o guitarrista Ivan Oggioni. A banda teve muitas formações desde o seu início e já teve vários álbuns editados na Itália e em outros países da Europa bem como na América do Sul.
As letras abordam vários temas, mas normalmente falam sobre a má influência que a religião pode exercer sobre a sociedade.

## Formação
- Marco Sivo – vocal
- Gianluca Ferro – guitarra
- Gianluca Galli – guitarra
- Lorenzo Dehò – baixo
- Sigfrido Percich – bateria

## Discografia

### Álbuns
- 1995 — Act II : Galileo
- 1999 — Eternity Ends
- 2000 — Hidden Secrets (best of)
- 2001 — Evil (liber primus)
- 2004 — Reviviscence (liber secundus)

### Singles e EPs
- 1993 — Project Time Scanning
- 1994 — Dungeons of the Vaticanv
- 1997 — Shades of Time
- 1998 — Secret Oceans pt1
- 1998 — Secret Oceans pt2
- 2001 — Aliger Daemon